# Текленбург
Текленбург (на немски: Tecklenburg, Tiäkenbuorch) е град в Северен Рейн-Вестфалия, Германия с 8793 жители (към 31 декември 2013).
Около замък Текленбург през 1129 г. се създава резиденцията на Графство Текленбург.

## Известни личности
Починали в Текленбург
- Йоханес Вийр (1515 – 1588), лекар